# الاتصالات في الجزائر

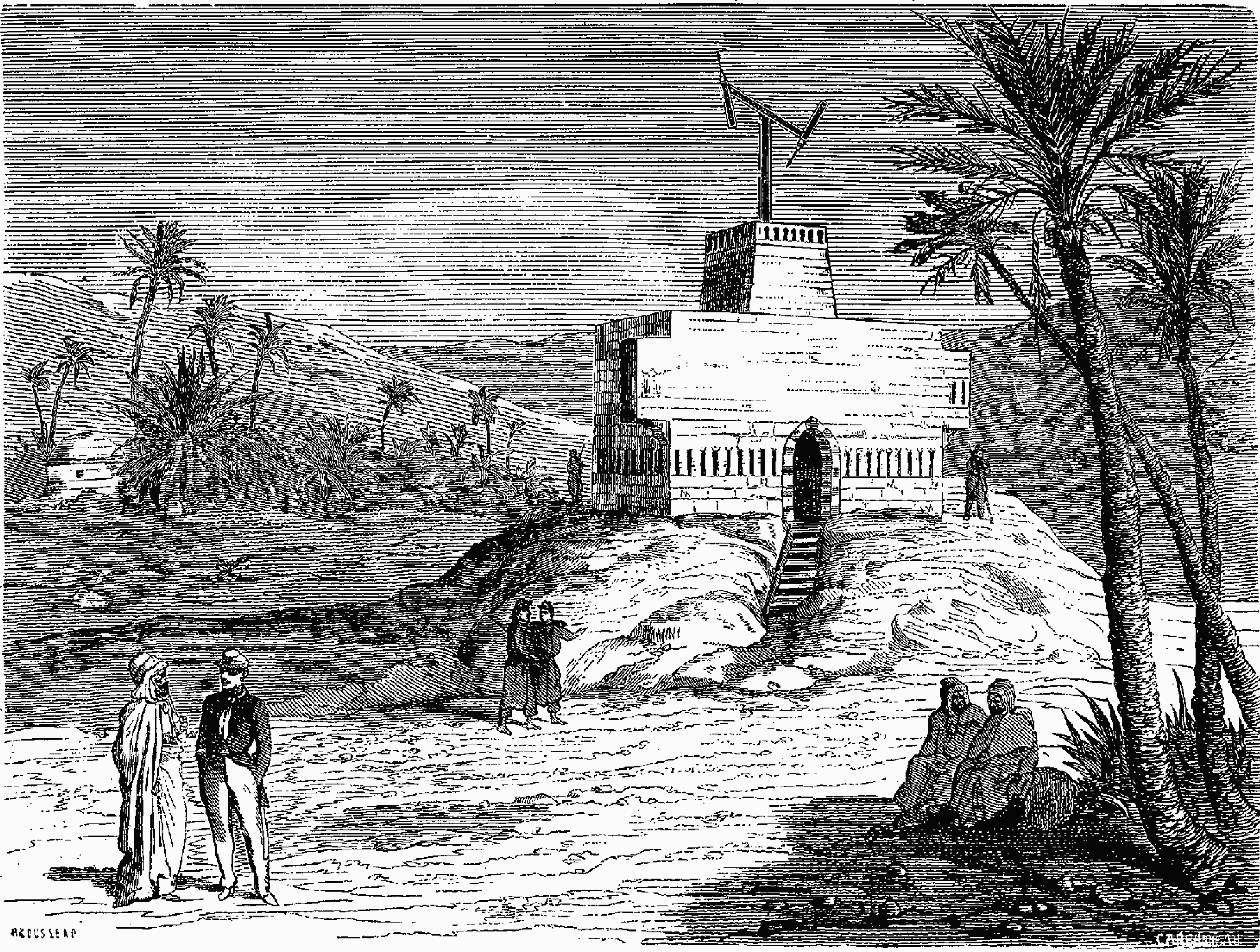
شبكة التلغراف الفرنسية في الجزائر: تطور واستخدام محطات التلغراف خلال القرن التاسع عشر

اتصالات الجزائر، يتواجد بالجزائر نحو 20 مليون مشترك في خدمة الإنترنت الجوال من الجيل الرابع، وأكثر من 4 ملايين خط للانترنت الجيل الرابع (4G) الثابت للمشغل الحكومي، بحسب إحصائيات سلطة الضبط للبريد والمواصلات التي تتولى عملية مراقبة وتسيير القطاع في الجزائر، وكان المنتدى الاقتصادي العالمي والمعهد الأوروبي لإدارة الأعمال «انسياد» قد صنفا الجزائر عام 2014، من ضمن «الدول المتخلفة» في مجال الاتصالات وانتشار الإنترنت وسرعة تدفقها، حيث حلت في المركز 129 من بين 148 دولة شملتها الدراسة، وبلغ حجم أعمال قطاع الاتصالات في الجزائر عام 2015 قرابة 4.5 مليار دولار، حسب إحصاءات رسمية لسلطة الضبط للبريد والمواصلات نشرت في سنة 2017، بزيادة قدرت بـ7 بالمائة عن 2014، وتحصي الجزائر نحو 45.8 مليون مشترك في الهاتف النقال بنوعيه «النظام العالمي للإتصالات المتنقلة» (جي.أس.أم) والجيل الثالث، حسب إحصائيات رسمية.

## أحصائيات
يعدُّ مجمع اتصالات الجزائر اليوم حوالي 15 مليون مشترك، موزعة بين الهاتف الثابت والهاتف النقال ومشتركي الانترنيت وخدمات أخرى، إلا أن القائمين على المجمع مازالوا يسعون لاستقطاب المزيد من الزبائن في سوق يميزه التغير والتنافس، لذلك فهم مدعوون لرفع المزيد من التحديات الجديدة التي تعكس العزم الكبير الذي يحذوهم، وهذا لتثمين وتفعيل كل البنى والتجهيزات ووسائل الإنتاج.
لقد أصبح الامر أكثر من ضروري بالنظر إلى الاهداف الجديدة التي فرضتها الاستثمارات المسجلة في السنوات الاخيرة في قطاع الاتصالات السلكية واللاسلكية، التي سمحت بترتيب مكانة المتعاملين في السوق على أساس الحصص المكتسبة.
فمجموعة اتصالات الجزائر بفروعها الاساسية للهاتف النقال، الانترنيت والاتصالات عبر الساتل، تعرض على زبائنها المميزين، المؤسسات وباقي متعاملي الاتصالات، مجموعة متكاملة من الخدمات في مجالات الاتصالات الثابتة، النقالة واللاسلكية، في إرسال المعطيات، الانترنيت إلى جانب خدمات أخرى.
اتصالات الجزائر، رهانات في يد من حديد
تُعد مجموعة اتصالات الجزائر الرائدة في صناعة الاتصالات حاليا في الجزائر في ظل سوق تميزها الديناميكية والتطور، لذلك سعت الشركة إلى توفير العديد من العروض المتنوعة، تشمل الهاتف الثابت، الربط بشبكة الانترنيت، الهاتف النقال وغيرها من الخدمات.
وامام الانفتاح الذي يشهده سوق الاتصالات، اعتمد المجمع على سياسة خاصة ترتكز على روح المبادرة والابتكار والانفتاح للاستجابة لتطلعات الزبائن والسهر على تلبية متطلباته وفقا للمستجدات الحاصلة في التكنولوجيا على المستوى الوطني والعالمي.
تعمل اتصالات الجزائر في مجالات متعددة في سوق الشبكات الخاصة بالاتصالات والخدمات، ودخلت الشركة رسميا عالم تكنولوجيا الاتصالات بتاريخ الفاتح جانفي، 2003 حددت وقتها مجموعة من الاهداف لبلوغها، ترتكز اساسا في ان تصبح الفاعل الرئيسي لتطوير استخدام تكنولوجيات الاعلام والاتصال في الجزائر، وارضاء الزبون والمستخدم، إضافة إلى ضمان الفاعلية والنجاعة وتحقيق مردودية وربحية لضمان ديمومة نشاط المجمع.
وتطمح الشركة إلى بلوغ مستوى عالي من الفعالية التقنية والتكنولوجية والاقتصادية والاجتماعية لضمان تموقع دائم كرائد في السوق الذي تنشط فيه، مع مسايرة ومراعاة واقعه الذي يعرف انفتاحا ومنافسة كبيرة، كما تسعى اتصالات الجزائر إلى ضمان مكانة لها على المستوى العالمي والمساهمة في ترقية مجتمع المعلومات في الجزائر وبناء اقتصاد مبني على المعرفة.
يبقى مجمع *اتصالات الجزائر يمثل أكبر تواجد في مجال تكنولوجيات الاعلام والاتصال من خلال (2621 كلم) من شبكة الالياف البصرية 34 ألف كلم من شبكة الالياف الارضية، و47 الف كلم شبكة الياف رقمية، خاصة بأجهزة الاتصال وقرابة 21 ألف موظف ورقم أعمال بأكثر من 106 مليارات دينار، فضلا عن 4 ملايين مشترك في الهاتف الثابت و650 ألف مشترك في شبكة الانترنيت ذات التدفق العالي أي اغلبية المشتركين والمستخدمين، إلى جانب 10 ملايين مشترك في الهاتف النقال و2700 مشترك في الاتصالات عبر الساتل، و1400 في نظام (GMPCS).

## تكثيف المخططات والبرامج لمواكبة تطورات التكنولوجيا
ان مخطط عمل اتصالات الجزائر يندرج في قلب السياسات المنتهجة من قبل الحكومة عن طريق وزارة البريد وتكنولوجيات الاعلام والاتصال، حملت من خلاله 'اتصالات الجزائر على عاتقها مهمة مصاحبة مشاريع التجديد المنتهجة من قبل الحكومة في مجال الحكومة الجزائرية الإلكترونية وبلوغ هدف الجزائر الالكترونية 2013.
وتسهر اتصالات الجزائر على توفير البنية التحتية للسير الحسن لعمل الهيئات الحكومية والوزارات، مثل شبكة الانترنيت التي يتم توفيها لجميع القطاعات ومختلف الهيئات الاقتصادية، إلى جانب تطوير وتسويق الحلول المدمجة بالشراكة مع موردي البرمجيات، وبذلك يتمثل نشاط اتصالات الجزائر في توفير خدمات في مجال الاتصالات السلكية واللاسلكية، تسمح بنقل وتبادل الصوت والرسائل المكتوبة والمعطيات الرقمية والمعلومات السمية البصرية، كما يعمل المجمع على تطوير استغلال وتسيير الشبكات العمومية والخاصة للاتصالات السلكية واللاسلكية، إضافة إلى إقامة واستغلال وتسيير عمليات الربط المختلفة مع كافة المتعاملين المالكين لشبكات الاتصال.
ولبلوغ طموحاتها باشرت اتصالات الجزائر برنامج مخطط تنمية ابتداء من 2010 يتمحور أساسا حول عصرنة وتطوير نظام الولوج عن طريق ادخال تجهيزات لشبكات الجيل الجديد، فضلا عن تطوير وتامين روابط الاتصالات من خلال الرفع من القدرات، خاصة بالنسبة للشبكة الدولية.
كما يرتكز برنامج المجمع لهذه السنة على تطوير وتوفير خدمات جديدة في السوق (أف تي تي اكس)، (بريبايد)،(ويفي)، والتحسين المنتظم والمتنامي للعلاقة مع الزبائن وتوطيدها.

## عروض متنوعة مكنتها من تحقيق أفضل الميزات
تتوفر مجموعة اتصالات الجزائر على محفظة متكاملة من العروض توفرها من خلال النشاطات التي تمارسها في سوق الاتصالات السلكية واللاسلكية بالجزائر، هاتف ثابت ونقال، خدمات انترنيت و (اتصالات فضائية)، وهذا بفضل اهتمامها بكل شرائح الزبائن: الجمهور الواسع، المؤسسات الصغيرة والمتوسطة، المؤسسات الكبرى، هيئات الدولة، والمتعاملين، إضافة إلى توفير عروض في مختلف الاستخدامات الشخصية، البيوت والمهن، ومكنت مختلف هذه العروض اتصالات الجزائر من تحقيق أفضل الميزات التي تمكنها من الاستجابة لمتطلبات الزبائن وتنمية عرض مدمج لخدمات الاتصال.
وبذلك فإن اتصالات الجزائر توفر عروضا خاصة في مجال الاتصال بتكنولوجيا (اف تي تي اكس)، وهي خدمة جديدة من شأنها ضمان خدمات اتصال بالصوت والصورة وشبكة الانترنيت معا، وهي قيد التجريب حاليا بالحي السكني الحديث بالعاصمة مختار زرهوني، كما تقوم الشركة بتعزيز عروضها من خلال تكنولوجيا الاتصال اللاسلكي أو وي ماكس، وتوفر التقنية انترنيت بتدفق عال من خلال امواج الراديو يكمن ان تصل 70 ميغابيت في الثانية وبمدى يصل 50 كلم.
و يضمن المجمع تقنية الويفي مع تشكيل شبكات محلية لاسلكية بتدفق عال وبمدى يتراوح ما بين 10 و40 مترا بالداخل و250 مترا إلى عدة كيلومترات في الخارج، كما توفر خدمة هاتفية لا سلكية عبر ما يعرف ب الدابليو أل أل والذي عرف نجاحا خاصة في المناطق النائية والوعرة.
اما بالنسبة لعروض اتصالات الجزائر في مجال الهاتف الثابت فإن هناك بالخصوص عرض احكي بقيمة 400 دينار شهريا ويضمن استهلاك 2000 دينار شهريا دون حساب الرسوم، وبخصوص موارد الانترنيت، فإن قاعدة البيانات المستغلة من قبل فرع الانترنيت جواب، الذي ضمته لها مؤخرا، يسمح بتغطية شاملة لجميع التراب الوطني بطاقة اجمالية تصل إلى 130 الف نقطة دخول، وهذا بفضل العرض الهام من المؤسسة xDSL، وهي احدث تكنولوجية في المجال بطاقة تتراوح بين 2 و52 مغابيت، هذه القاعدة تم توسيعها لتوفير تشكيلة خدمات ذات قيمة مضافة مثل الاتصال الصوتي عبر بروتوكول الأنترنيت (VoIP)، والفيديو عند الطلب (VoD)، وتلفزيون بروتوكول الانترنيت (IPTV)، وتسمح الخدمة التي يوفرها جواب للزبائن بالاستفادة من العديد من التطبيقات مثل الرسائل الالكترونية والرسائل الفورية والروابط في العديد من المواقع، وقد تم تحديد هدف رئيسي يتمثل في ربط ما لا يقل عن 6 ملايين مشترك في غضون، 2013 علما ان اتصالات الجزائر من بين أهم الفاعلين المساهمين في برنامج الجزائر الالكترونية،2013 وتعكف على المساهمة بفاعلية في تطوير الخدمات الرئيسية للمشروع مثل التجارة الالكترونية والتعليم عن بعد والهاتف على الانترنيت والانترنيت النقال، فضلا عن ضمان التأهيل والتكوين لضمان تكييف سريع مع التقنيات والتطبيقات والتكنولوجيات المستحدثة.
اما الجانب الآخر الذي تقوم اتصالات الجزائر بتطويره فيتعلق ب مركز المناداة، لضمان خدمة احترافية وعالية وضمان العلاقة الدائمة والتواصل مع الزبون وقد سخرت اتصالات الجزائر أكثر من 130 موقع عمل على مستوى مراكز مناداتها المتمركزة في ولايات العاصمة، وهران، قسنطينة.
شبكات اتصالات الجزائر بصفتها شركة مبتكرة ومتجهة نحو التجديد، فقد اعتمدت اتصالات الجزائر العديد من الشبكات لضمان تغطية واسعة واتصالات فعالا، كما قامت بتنويع العروض لزبائنها مع مراعاة كافة الاحتياجات والفئات.
ومن بين الشبكات التي توفرها الشبكة المتعددة الخدمات من الجيل الجديد (IP/MPLS)، ويغطي التراب الوطني، وتوفر اتصالات الجزائر من خلال هذه الصيغة خدمات أكبر وأشرطة مارة أكبر، إلى جانب تامين الاتصال والكلفة الاقل وعدد اقل من المناولين، وتشمل الخدمات المقترحة الشبكة الداخلية انترانات والاتصال عبر الانترنيت والمراقبة الالكترونية، كما تشمل عروض اتصالات الجزائر شبكة الاتصال عبر الألياف البصرية التي تسمح بفعالية قصوى في مجال الاتصالات.

## موبيليس
اتصالات الجزائر النقالة موبيليس، تعتبر من فروع اتصالات الجزائر، شركة متخصصة في مجال الهاتف النقال وتحوز على أكثر من 2400 محطة قاعدية للاتصال بموجة الرادي (BTS) وارضيات خدمة ذات فعالية كبيرة وتحصي على وجه الخصوص 10 ملايين مشترك، وشبكة تجارية في تطور مستمر تشمل على 116 وكالة خاصة، وأكثر من 50 الف نقطة بيع غير مباشر، الشركة تموقعت دائما على أساس مؤسسة موجهة الابداع والابتكار والتكنولوجيات الجديدة وقد نجحت موبيليس في تطوير عروضها وخدماتها، لا سيما العرض الجزافي 061، الذي سمح بتحسين نوعي كبير لراحة الزبون، حيث تقترح «موبيليس» عدة عروض جزافية تلائم حاجيات وقدرات العديد من الشرائح وهي العروض الأكثر تنافسية في السوق، كما توفر موبيليس نظام الاتصال والاستقبال في الخارج «رومينغ»، يسمح دون تكلفة للتشغيل أو ايداع كفالة ضمان باستقبال المكالمات والاتصال، حينما يتواجد المستخدم في الخارج، دون تغيير الرقم. كما توجه خدمة «موبيكونترول» للمستخدمين الراغبين في تحديد نفقاتهم دون التفكير كثيرا في الفاتورة، حيث تقترح موبيليس عروضا جزافية قابلة للتعبئة. فيما تمكن خدمة «موبيليس كارت» من اختيار المستخدم لقيمة التعبئة حسب نوعية الاستخدام مع صلاحية غير محدودة وتسعيرات موحدة باتجاه كافة الشبكات دون التزام. اما موبيكونكنت فتسمح للمستخدم من الاستفادة من هامش حركة كبيرة في مجال الانترنيت وتوفر مفتاح انترنيت الاقل تسعيرة في السوق، رئازلجا تلاصتا دلايمو 03 / 2000 نوناق نص القرار 2000/ 03 المؤرخ في 5 اوت 2000 عن استقلالية قطاع البريد والمواصلات، حيث تم بموجب هذا القرار إنشاء مؤسسة بريد الجزائر، والتي تكفلت بتسيير قطاع البريد، وكذلك مؤسسة اتصالات الجزائر التي حملت على عاتقها مسؤولية تطوير شبكة الاتصالات بالجزائر. وبعد هذا القرار أصبحت اتصالات الجزائر مستقلة في تسييرها عن وزارة البريد، هذه الاخيرة اوكلت لها مهمة المراقبة.
لتصبح اتصالات الجزائر مؤسسة عمومية اقتصادية ذات اسهم برأسمال اجتماعي تنشط في مجال الاتصال.
01 جانفي 2003 الانطلاقة الرسمية لمجمع اتصالات الجزائر: كان على مؤسسة اتصالات الجزائر الانتظار حت الفاتح من جانفي 2003 لكي تبدا في اتمام مشوارها التي باشرته منذ الاستقلال، لكن برؤية مغايرة تماما لما كانت عليه قبل هذا التاريخ، حيث أصبحت الشركة مستقلة في تسييرها عن وزارة البريد، ومجبرة على اثبات وجودها في سوق تميزه المنافسة الشرسة، البقاء في فيه للأقوى والأجدر، خاصة مع فتح سوق الاتصالات على المنافسة، سطرت إدارة اتصالات الجزائر في برنامجها منذ البداية ثلاثة اهداف أساسية ترتكز على الجودة، الفعالية ونوعية الخدمات، فكان الزاما على الشركة ان تؤسس لهدف الجودة، لأنها أساس أي منتوج يستطيع المنافسة واثبات وجوده في السوق، لهذا عمدت اتصالات الجزائر على تطوير منتوجاتها وجعلها تساير التطورات الحاصلة في السوق الدولية.
كما ان فعالية أي منتوج يكمن في امكانية قدرته على اثبات وجوده في الساحة، ولهذا عملت اتصالات الجزائر منذ البداية على ان يكون منتوجها فعال، ومن اجل بلوغ هدف نوعية الخدمات، قامت اتصالات الجزائر بإعادة تأهيل مستوى الشبكة الوطنية للاتصالات من خلال عصرنة الشبكة الوطني للهاتف، وهذا بإدخال مكثف للتكنولوجيات الجديدة، وبالرقمنة الكاملة للشبكات وتشغيل خدمات جديدة مثل الانترنات، الحوسبة التامة للتسيير التقني والتجاري والمالي. وقد سمح تسطير هذه الاهداف الثلاثة من اتصالات الجزائر ببقائها في الريادة وجعلها المتعامل رقم واحد في سوق الاتصالات بالجزائر.

## اتصالات الجزائر بالأرقام
- 2621 كلم من الألياف البصرية البحرية
- 34 الف كلم من الالياف البصرية الارضية
- 47 ألف كلم من الحزم الخاصة باتصالات الراديو الرقمية
- 5 مليون تجهيزات هاتفية
- 1,2 مليون تجهيزات خاصة بالإنترنت ذات التدفق ذات التدفق العالي
- 262 وكالة تجارية
- 45 ألف كشك متعدد الخدمات
- 20923 موظفا ومستخدما
- 213 مليار دينار حصيلة اجمالية
- 106 مليار دينار رقم أعمال
- 52 مليار دينار عائدات قبل الفوائد والضرائب والرسوم (EBITDA).
- 5 ملايير دينار حصيلة صافية
- 4 ملايين مشترك في الهاتف الثابت
- 650 ألف مشترك في الانترنيت ذات التدفق العالي
- 18 مليون مشترك في الهاتف النقال
- 2700 مشترك الاتصالات عبر الساتل VSAT
- 1400 مشترك في مجال الاتصالات الخاصة الشاملة للنقال عبر الأقمار الاصطناعية (GMPCS)

## وصلات خارجية
- اتصالات الجزائر تطلق خدمة التعبئة الاحتياطية لمدة 36 ساعة إضافية